# Stade beaumontois Lomagne rugby
Maillots
Actualités
Le Stade beaumontois Lomagne rugby est un club français de rugby à XV, basé à Beaumont-de-Lomagne en Tarn-et-Garonne.
Il évolue en 2023-2024 en Fédérale 2.

## Histoire

### Débuts du club
Fondé en 1903 dans un petit village situé à 50 km au nord-ouest de Toulouse, le Stade beaumontois a longtemps représenté ce qu’on appelle « le rugby de villages », par rapport aux clubs des grandes villes. Après avoir écumé les compétitions régionales (plusieurs titres de champion des Pyrénées dans les années 1930 et 1940), le Stade a accédé aux compétitions nationales, d’abord la Fédérale, c’est-à-dire la deuxième division, dans les années 1950, puis la « Nationale », c’est-à-dire la première division en 1961.

### 20 ansau contact des meilleurs clubs français
Petite ville de moins de 4 000 habitants, Beaumont-de-Lomagne a ainsi vu passer le gratin du rugby français des années 1960 et 1970 et les plus grands s’y sont cassés les dents (Béziers,  Perpignan ou  Montferrand sont repartis battus).
Le sommet du club fut un quart de finale du championnat de France perdu en 1972 contre Narbonne à Brive, 2 ans après un huitième de finale en 1970 perdu contre Agen dans des circonstances discutables.
A l’instar du FC Grenoble des années 1990, Beaumont sera désavantagé par des conflits avec la président de la FFR, Albert Ferrasse comme lorsque ce dernier punira de 2 ans de licence rouge Max Barrau pour être revenu dans son club formateur alors qu’il avait été rapidement qualifié en rejoignant Agen.
Le club, privé de son leader abandonnera petit à petit les premières places du championnat, loupant même la qualification en 1974.
Le club est ensuite relégué administrativement en Groupe B en 1978 malgré une sixième place de poule et une double victoire sur le Stade toulousain
,.
Il manque de peu la remontée dès l’année suivante juste devancé par le FC Grenoble pour la première place de la poule.
Il descend ensuite en seconde division en 1982.

### Fin de l’an période glorieuse
Le club est également célèbre pour les joueurs qu’il a formés, dont sept internationaux A, notamment l’ancien capitaine du XV de France Max Barrau.
Le club a ensuite dégringolé jusqu’au championnat Honneur des Pyrénées. Il évolue en Honneur avant d'accéder l'année 2010 au Championnat de France de Fédérale 3.
En 2012-2013, il termine 10e de la poule 16 de Fédérale 3 et est relégué en Honneur régional.
Lors des saisons 2013-2014, 2014-2015 et 2015-2016, le club évolue en division Honneur régionale. En tant que demi-finaliste du championnat de France Honneur 2015-2016, il est promu en Fédérale 3.
En 2016-2017 il termine 5e de la poule 14 de Fédérale 3.
En 2017-2018 il termine 1er de la poule 12 de Fédérale 3, se qualifie pour le championnat de France et est éliminé en seizième de finale.
En 2018-2019 il termine 4e de la poule 12 de Fédérale 3, se qualifie pour le championnat de France et est éliminé en seizième de finale.
En 2019-2020 il termine 1er de la poule 12 de Fédérale 3, et est promu en Fédérale 2.

## Identité visuelle

### Logo

Évolution du logo

## Palmarès

### Détail du palmarès
- Championnat de France de rugby à XV :
  - Quart de finaliste 1972
  - Huitième de finaliste 1970
- Challenge de l'Espérance :
  - Vainqueur (1): 1970.
- Championnat de France de deuxième division :
  - Finaliste 1965
- Championnat de France de rugby à XV de 2e série :
  - Champion (1): 1937
- Championnat de France de rugby à XV de 3e série :
  - Finaliste (1): 1935
- Championnat des Pyrénées 2e série :
  - champion (1): 1937
- Champion des Pyrénées 3e série :
  - Champion (2): 1935 et 1947
- Champion des Pyrénées 4e série :
  - Champion (2): 1934 et 1944

### Finales disputées
| Date        | Vainqueur           | Finaliste         | Score  | Lieu                        |
| ----------- | ------------------- | ----------------- | ------ | --------------------------- |
| 16 mai 1965 | CS Bourgoin-Jallieu | Stade beaumontois | 14 - 6 | Stade de Saint-Ruf, Avignon |

### Bilan par division
- Première division : de 1961 à 1964 et de 1966 à 1981:

11 qualifications pour les phases finales : huit seizièmes de finale, deux huitièmes de finale, un quart de finale en 1972.
- Deuxième division : 1938-1939, 1950-1961, 1964-65

## Joueurs et joueuses célèbres
- Max Barrau
- Mathieu Barrau
- Jean-Louis Dupont
- Christian Lanta
- Michel Lasserre
- Jacques Mauran
- Jean-Pierre Rives
- Lionel Faure
- Audrey Forlani